# 東都浅艸本願寺
「東都浅艸本願寺」（とうとあさくさほんがんじ）は、葛飾北斎の名所浮世絵揃物『冨嶽三十六景』全46図中の1図。落款は「前北斎為一笔」とある。

## 概要
本作品は東京都台東区西浅草に建立された東本願寺から見える富士山を描いたもので、本堂の屋根上で瓦の修繕を行う職人と、井戸を掘るための櫓、高々と舞い上がる奴凧を配置している。東本願寺はもともと光瑞寺として神田明神の下にあったが1657年（明暦3年）の大火で浅草に移転し、一万五千余坪という広大な敷地と巨大な屋根を持つ本堂で江戸庶民からも広く知られていた。

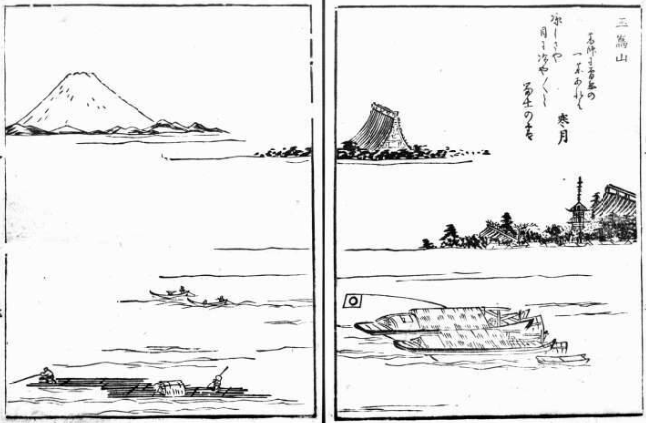
河村岷雪『百富士』「玉嶌山」

北斎は屋根上の職人を意図的に小さく描くことで東本願寺の巨大さを強調している。また、余計な情報を挟まぬよう雲で中景を隠すことで、東本願寺本堂の大きな破風と富士山の三角形の対比を際立たせる技法が用いられており、画角にリズム感や安定感を醸しだす意図が見られる。
日野原健司は北斎が広く一般に認知されている浅草寺でなく東本願寺を画題として選定した理由として、河村岷雪の『百富士』「玉嶌山」より、東本願寺の屋根と富士山の三角形の対比という着想を得たのではないかと指摘している。岷雪の「玉嶌山」では東江寺から見た富士山とともに隅田川と浅草寺、東本願寺が俯瞰的に描かれている。